# Cerlangue
Cerlangue é uma comuna francesa na região administrativa da Normandia, no departamento de Sena Marítimo. Estende-se por uma área de 28,09 km². Em 2010 a comuna tinha 1 394 habitantes (densidade: 49,6 hab./km²).